# تونی مائوریسیو
تونی مائوریسیو (انگلیسی: Tony Mauricio؛ زادهٔ ۲۰ مارس ۱۹۹۴) بازیکن فوتبال اهل فرانسه است.